# Stanisław Batko (botanik)
Stanisław Albert Batko (ur. 22 stycznia 1904 w Horodence, zm. 3 sierpnia 1975 w Farnham) – polski botanik i mykolog.

## Życiorys
W 1923 roku rozpoczął studia na Wydziale Prawa Uniwersytetu Lwowskiego, jednak po roku przerwał naukę i przeniósł się na Wydział Rolno-Lasowy Politechniki Lwowskiej, gdzie do 1928 roku studiował leśnictwo. Następnie był asystentem w Katedrze Botaniki Leśnej. Prowadził badania florystyczne oraz fitogeograficzne dotyczące flory leśnej okolic Przemyśla. W 1932 roku obronił pracę dyplomową. Szczególnym przedmiotem prowadzonych przez Stanisława Batko prac badawczych był głóg, o którym napisał kilka prac i felietonów. W 1939 roku przedstawił pracę doktorską pt. "Wpływ wystawy na wzrost świerka w Górach Czywczyńskich". Po wybuchu II wojny światowej przedostał się do Wielkiej Brytanii, gdzie do 1942 roku służył w Polskich Siłach Zbrojnych w Wielkiej Brytanii. Następnie przez trzy lata jako stypendysta zdobywał wiedzę w dziedzinie mykologii w herbarium Kew Gardens w Londynie. Od 1945, przez rok, pracował w Forest Products Research Laboratory, a następnie był wykładowcą botaniki. Początkowo w szkole leśnej w szkockim Findo Gask, a później w Foxley w Walii. Od 1950 roku pracował w charakterze mykologa w Forestry Comission Research Station. W 1961 roku przedstawił w Polskim Uniwersytecie Na Obczyźnie pracę habilitacyjną, w której dokonał porównania flory Szkocji, Norwegii i Karpat. Współpracował z działającym w Londynie emigracyjnym kołem Polskiego Towarzystwa Przyrodników im. Kopernika, gdzie prowadził odczyty i prelekcje. Za pośrednictwem tego towarzystwa przekazywał do zbiorów w Polsce cenne okazy roślin. Działał na Wydziale Przyrodniczym Polskiego Towarzystwa Naukowego na Obczyźnie. Przebywając na emigracji prowadził badania dotyczące ochrony lasów, dendrologii i mykologii. Swoje prace publikował w czasopismach branżowych tj. "Transaction of the Bristish Mycologist Society", "Forestry", "Plant Pathology". Był pracownikiem stacji doświadczalnej leśnictwa pod Farnham. Zmarł w 1975 roku w Farnham.